# 有末精三
有末 精三（ありすえ せいぞう、1895年（明治28年）5月22日 - 1992年（平成4年）2月14日）は、日本の陸軍軍人。最終階級は陸軍中将。

## 経歴
北海道出身。有末孫太郎（村長・京極農場支配人・屯田工兵大尉）の長男として生まれる。
上川中学、仙台陸軍地方幼年学校、中央幼年学校を経て、1917年（大正6年）5月、陸軍士官学校（29期）を優等（3番/536名）で卒業し、恩賜の銀時計を受けた。同期には、河村参郎、後藤光蔵、稲田正純、鎌田銓一、額田坦、小松光彦、佐藤賢了、寺田雅雄など昭和の陸軍を牽引した将軍を多く輩出している。旭川に衛戍する歩兵第25連隊附としてシベリアへ出征する。
1924年（大正13年）11月、陸軍大学校（36期）も優等で卒業し、恩賜の軍刀を受けた。
1931年（昭和6年）には、歩兵第5連隊大隊長（歩兵少佐）を最年少で勤めている。この時、同僚の大隊長として7期先輩にあたる相沢三郎歩兵少佐（陸士22期）と知り合う。
1932年（昭和7年）、荒木貞夫中将（陸士9期）が陸軍大臣に就任すると、その陸軍省副官兼陸相秘書官に就任する。以降、林銑十郎陸相（陸士8期）と二代にわたり秘書官を務めた。
1935年（昭和10年）8月、陸軍省軍務局勤務となった有末は、相沢三郎歩兵中佐が陸軍省軍務局長永田鉄山少将（陸士16期首席）を白昼に惨殺する（相沢事件）に遭遇する。
二・二六事件以後の軍内部でのいわば下克上の風潮が強まる中、陸軍省軍務課長時代に、阿部内閣の実質的成立者であったといわれる。
1947年（昭和22年）11月28日、公職追放仮指定を受けた。旧軍情報関係者による「有末機関」を組織し、ＧＨＱとの戦後処理交渉に当たった。帝銀事件にも関与したといわれる。
戦後は、ソ連や中国の動向を注視していた占領軍の諜報部参謀第2部（G2)との関係を急速に深め、有末の働きかけにより、大本営の参謀たちは諜報部に次々とスカウトされていった。彼らは諜報部の意向を受けてソ連や中国などへのスパイ活動に従事し、戦犯となることを回避した。
1992年2月14日、心不全のため東京都杉並区の病院で死去した。96歳没。

## 年譜
※出典:『日本陸海軍総合事典』第2版、10頁。
- 1917年（大正6年）5月 -  陸軍士官学校（29期）卒
  - 12月 - 歩兵少尉任官・歩兵第25連隊付
- 1920年（大正9年）5月 - シベリア出征（- 1921年7月）
- 1921年（大正10年）4月 - 歩兵中尉
- 1924年（大正13年）11月 - 陸軍大学校（36期）卒
- 1925年（大正14年）12月 - 参謀本部付勤務
- 1926年（大正15年）8月 - 歩兵大尉
  - 12月 - 参謀本部員
- 1928年（昭和3年）8月 - イタリア駐在
- 1931年（昭和6年）8月 - 歩兵少佐
  - 9月 - トリノ陸大卒
  - 10月 - 歩兵第5連隊大隊長
- 1932年（昭和7年）9月 - 陸軍省副官兼陸相秘書官
- 1934年（昭和9年）1月 - 陸相秘書官兼陸軍省副官
- 1935年（昭和10年）8月 - 陸軍省軍務局課員
- 1936年（昭和11年）8月 - 歩兵中佐・イタリア大使館（イタリア語版）付武官
  - 10月 - ローマ着任
- 1937年（昭和12年）8月 - 航空兵中佐
- 1938年（昭和13年）3月 - 航空兵大佐
- 1939年（昭和14年）3月 - 軍務局軍務課長
  - 6月 - 帰国
  - 12月 - 北支那方面軍参謀（第4課長）
- 1941年（昭和16年）3月 - 北支那方面軍参謀副長
  - 10月 - 陸軍少将
- 1942年（昭和17年）7月 - 参謀本部付
  - 8月 - 参謀本部第2部長
- 1945年（昭和20年）3月 - 陸軍中将
  - 8月 対連合軍陸軍連絡委員長（有末機関長）（- 1946年3月）
  - 12月 予備役・復員事務官（- 1946年6月）
- 1946年（昭和21年）7月 - 駐留米軍顧問（- 1956年12月）
- 1970年（昭和45年）4月 - 日本郷友連盟会長（- 1977年3月）

## 栄典
勲章
- 1933年（昭和8年）8月1日 - 勲四等瑞宝章[14]
- 1940年（昭和15年）2月16日 - 勲三等瑞宝章[15]
- 1945年（昭和20年）1月25日 - 勲二等瑞宝章[16]

外国勲章佩用允許
- 1941年（昭和16年）12月9日 - 満州帝国：建国神廟創建記念章[17]

## 著作
- 『有末精三回顧録』芙蓉書房、1974年。
- 『政治と軍事と人事 - 参謀本部第二部長の手記』芙蓉書房、1982年。
- 『ザ・進駐軍 - 有末機関長の手記』芙蓉書房、1984年。
- 『終戦秘史 有末機関長の手記』芙蓉書房出版、1987年。ISBN 4829500093

## 親族
- 妻 有末静枝 村田信乃陸軍中将の娘。[2]
- 弟 有末次（陸軍中将）・有末四郎（陸軍軍医大尉）[2]
- 甥 有末賢（慶應義塾大学法学部名誉教授）